# Batalha do Bosque de Moreuil
A Batalha do bosque de Moreuil (30 de março de 1918) foi uma batalha da Primeira Guerra Mundial, que ocorreu as margens do Rio Arve na França,  onde a Brigada de Cavalaria Canadense, atacou e forçou os alemães da 23.º Divisão Saxónica, a recuar de Moreuil Wood uma posição de controle do rio. A derrota pelos aliados contribuiu para metade da Ofensiva de Primavera de 1918. Durante a batalha o canadense  Gordon Flowerdew foi condecorado com a Cruz da Vitoria.

## Contexto da batalha
Em março de 1918, os três anos de beco em saída da Primeira Guerra Mundial pareciam estar acabando.
A Rússia partiu, da guerra para a Revolução, e em seguida para negociações de paz. O exército francês sofreu severas baixas, e dissolveu algumas de suas divisões divisões afim de manter suas linhas de defesa; o seus reforços vitais foram retidos pelo Primeiro Ministro, Davis Lloyd George, que se interessou no comandante da Força Expedicionária Britânica, Marechal de Campo, Sir Douglas Haig, que iria alimentar o soldados dentro das batalhas, como aquelas de 1916 e 1917.
Com as divisões livres da Frente Oriental, e pela vitória contra os italiano em Caporetto, o general Erich Ludendorff, do Alto Comando Alemão, pensou que este seria um momento oportuno para uma ofensiva bem sucedida. Muitas das divisões do exercito alemão no oeste estavam exaustas e se resumiam em outras divisões de trincheiras mas as forças lideres foram totalmente abertas, e bem equipadas e possuíam experiências em combate. Três exércitos (o 2°, o 17° e o 18°) poderiam quebrar as secções das linhas aliadas nas áreas, do 5° e do 3° exercito. Em 18 de março de 1918, às 4:00 da manhã, sob protecção de uma barragem de artilharia pesada a ofensiva alemã começou. As linhas britânicas que consistiam em soldados instalados, em 40 km de trincheiras mal preparadas foram rapidamente forçados a se retirar.
Em 23 de março, os alemães conseguiram chegar ao vilarejo de Ham, e a 3ª divisão de cavalaria comandada pelo general-brigadeiro A.E.W. Harman, foi transferida para o vilarejo de Bouchoire, juntamente com outros 200 homens da Unidade de Cavalaria canadense.

## A Batalha
As 08:30, o general Seely, e seus assessores, viajaram para a floresta de Moreuil, onde suas forças estavam estacionadas no outro lado do Rio Avre , com ordens de cruzar o rio, e atrasar o avanço inimigo por mais tempo possível. As 09:30, ao chegarem a floresta, recebendo fogo, das forças inimigas que a ocupavam, o general Seely, ordenou que os Dragões Canadenses Reais, enviassem forças para defender o vilarejo de Moreuil, enquanto outras forças foram para o nordeste. Enquanto isto, estava em curso, a cavalaria foi instruída a ocupar o sudoeste da floresta e, dispersar qualquer unidade inimiga encontradas lá.
Os esquadrões restantes da Brigada de Cavalaria Canadense, deveriam entrar na floresta pelo noroeste onde a cavalaria britânica estaria esperando. Após estes terem recuado em seu primeiro assalto, sob forte fogo de metralhadoras, eles atacaram uma segunda vez, com baionetas conduzindo as forças adversárias desde a borda da floresta até o seu centro. Combates corpo-a-corpo, ocorreram em muitos locais, com pistolas e espadas, as divisões aliadas forçaram a 101.ª Divisão de Granadeiros alemã.